# Flykten från kycklingfabriken
Flykten från kycklingfabriken (engelska: Chicken Run: Dawn of the Nugget) är en amerikansk stop motion-animerad komedi- och äventyrsfilm från 2023. Filmen är regisserad av Sam Fell efter ett manus av Karey Kirkpatrick, John O'Farrell och Rachel Tunnard, som i sin tur är baserat på en ursprunglig story av Kirkpatrick och O'Farrell. Filmen är en uppföljare till Flykten från hönsgården från 2000.
Filmen hade premiär på streamingtjänsten Netflix den 15 december 2023.

## Handling
Filmen kretsar kycklingarna Ginger och Rocky som efter att ha lyckats fly från Tweedys bondgård hittat sin drömplats, en lugn och fridfull ö, där hela kycklingflocken kan leva i harmoni utan att hamna i trubbel med människorna. Men från fastlandet lurar ett nytt hot, och Ginger och hennes team bestämmer sig för att rycka in, vilket innebär att de åter måste ta sig in på Tweedys gård.

## Rollista (i urval)

### Engelska originalröster
- Thandiwe Newton - Ginger
- Zachary Levi - Rocky Rhodes
- Bella Ramsey - Molly
- Romesh Ranganathan - Nick
- Daniel Mays - Fetcher
- David Bradley - Fowler
- Jane Horrocks - Babs
- Imelda Staunton - Bunty
- Lynn Ferguson - Mac
- Josie Sedgwick-Davies - Frizzle
- Nick Mohammed - Dr. Fry

### Svensk version
- Sharon Dyall - Jenny
- Viva Östervall Lyngbrant - Molly
- Fredrik Hiller - Rocky
- Eva Westerling - Mrs Tweedy
- Vicki Benckert - Klara
- Anna Blomberg - Mac
- Vanna Rosenberg - Babs
- Joakim Jennefors - Snatte
- Fredrik Hallgren - Knyck
- Lea Heed - Frisse
- Eric Stern - Dr Fry